# キリバスの世界遺産
キリバスの世界遺産（キリバスのせかいいさん）について述べる。キリバスの世界遺産条約受諾は2000年5月12日のことであった。以下は第38回世界遺産委員会（2014年）終了時点の情報である。

## 世界遺産
| 画像 | 登録名                   | 登録年 | 分類 | 登録基準 |
| ---- | ------------------------ | ------ | ---- | -------- |
|      | フェニックス諸島保護地域 | 2010年 | 自然 | (7), (9) |

## 暫定リスト
世界遺産の暫定リストに記載されている物件はない。